# Gran Premi de França del 2022
El Gran Premi de França de Fórmula 1, la dozena cursa de la temporada 2022, es disputà al Circuit de Paul Ricard, a Lo Castelet, França entre els dies 22 al 24 de juliol de 2022.

## Qualificació
La qualificació fou realitzada el dia 23 de juliol.
| Pos.               | Nº | Pilot            | Equip                 | Part 1   | Part 2   | Part 3   | Graella |
| ------------------ | -- | ---------------- | --------------------- | -------- | -------- | -------- | ------- |
| 1                  | 16 | Charles Leclerc  | Ferrari               | 1:31.727 | 1:31.216 | 1:30.872 | 1       |
| 2                  | 1  | Max Verstappen   | Red Bull-RBPT         | 1:31.891 | 1:31.990 | 1:31.176 | 2       |
| 3                  | 11 | Sergio Pérez     | Red Bull-RBPT         | 1:32.354 | 1:32.120 | 1:31.335 | 3       |
| 4                  | 44 | Lewis Hamilton   | Mercedes              | 1:33.041 | 1:32.274 | 1:31.765 | 4       |
| 5                  | 4  | Lando Norris     | McLaren-Mercedes      | 1:32.672 | 1:32.777 | 1:32.032 | 5       |
| 6                  | 63 | George Russell   | Mercedes              | 1:33.109 | 1:32.633 | 1:32.131 | 6       |
| 7                  | 14 | Fernando Alonso  | Alpine-Renault        | 1:32.819 | 1:32.631 | 1:32.552 | 7       |
| 8                  | 22 | Yuki Tsunoda     | AlphaTauri-RBPT       | 1:33.394 | 1:32.836 | 1:32.780 | 8       |
| 9                  | 55 | Carlos Sainz Jr. | Ferrari               | 1:32.297 | 1:31.081 | S/temps  | 191     |
| 10                 | 20 | Kevin Magnussen  | Haas-Ferrari          | 1:32.756 | 1:32.649 | S/temps  | 201     |
| 11                 | 3  | Daniel Ricciardo | McLaren-Mercedes      | 1:33.404 | 1:32.922 |          | 9       |
| 12                 | 31 | Esteban Ocon     | Alpine-Renault        | 1:33.346 | 1:33.048 |          | 10      |
| 13                 | 77 | Valtteri Bottas  | Alfa Romeo-Ferrari    | 1:33.034 | 1:33.052 |          | 11      |
| 14                 | 5  | Sebastian Vettel | Aston Martin-Mercedes | 1:33.285 | 1:33.276 |          | 12      |
| 15                 | 23 | Alexander Albon  | Williams-Mercedes     | 1:33.423 | 1:33.307 |          | 13      |
| 16                 | 10 | Pierre Gasly     | AlphaTauri-RBPT       | 1:33.439 |          |          | 14      |
| 17                 | 18 | Lance Stroll     | Aston Martin-Mercedes | 1:33.439 |          |          | 15      |
| 18                 | 24 | Guanyu Zhou      | Alfa Romeo-Ferrari    | 1:33.674 |          |          | 16      |
| 19                 | 6  | Nicholas Latifi  | Williams-Mercedes     | 1:33.701 |          |          | 17      |
| 20                 | 47 | Mick Schumacher  | Haas-Ferrari          | 1:33.794 |          |          | 18      |
| 107%Temps:1:38.148 |    |                  |                       |          |          |          |         |
| Font:              |    |                  |                       |          |          |          |         |

Notes
- ^1  – Carlos Sainz i Kevin Magnussen van llargar al final de la graella per canviar el motor de les seves monoplaçes.

## Resultats de la cursa
La cursa fou realitzada el dia 24 de juliol.
| Pos.                                                                 | Nº | Pilot            | Equip/Motor           | Voltes | Temps/Retirada | Graella | Punts |
| -------------------------------------------------------------------- | -- | ---------------- | --------------------- | ------ | -------------- | ------- | ----- |
| 1                                                                    | 1  | Max Verstappen   | Red Bull-RBPT         | 53     | 1:30:02.112    | 2       | 25    |
| 2                                                                    | 44 | Lewis Hamilton   | Mercedes              | 53     | +10.587        | 4       | 18    |
| 3                                                                    | 63 | George Russell   | Mercedes              | 53     | +16.495        | 6       | 15    |
| 4                                                                    | 11 | Sergio Pérez     | Red Bull-RBPT         | 53     | +17.310        | 3       | 12    |
| 5                                                                    | 55 | Carlos Sainz Jr. | Ferrari               | 53     | +28.872        | 19      | 111   |
| 6                                                                    | 14 | Fernando Alonso  | Alpine-Renault        | 53     | +42.879        | 7       | 8     |
| 7                                                                    | 4  | Lando Norris     | McLaren-Mercedes      | 53     | +52.026        | 5       | 6     |
| 8                                                                    | 31 | Esteban Ocon     | Alpine-Renault        | 53     | +56.959        | 10      | 4     |
| 9                                                                    | 3  | Daniel Ricciardo | McLaren-Mercedes      | 53     | +1:00.372      | 9       | 2     |
| 10                                                                   | 18 | Lance Stroll     | Aston Martin-Mercedes | 53     | +1:02.549      | 15      | 1     |
| 11                                                                   | 5  | Sebastian Vettel | Aston Martin-Mercedes | 53     | +1:04.494      | 12      |       |
| 12                                                                   | 10 | Pierre Gasly     | AlphaTauri-RBPT       | 53     | +1:05.448      | 14      |       |
| 13                                                                   | 23 | Alexander Albon  | Williams-Mercedes     | 53     | +1:08.565      | 13      |       |
| 14                                                                   | 77 | Valtteri Bottas  | Alfa Romeo-Ferrari    | 53     | +1:16.666      | 11      |       |
| 15                                                                   | 47 | Mick Schumacher  | Haas-Ferrari          | 53     | +1:20.394      | 17      |       |
| 16                                                                   | 24 | Guanyu Zhou      | Alfa Romeo-Ferrari    | 47     | +6 voltes      | 16      |       |
| Ret                                                                  | 6  | Nicholas Latifi  | Williams-Mercedes     | 40     | Col·lisió      | 18      |       |
| Ret                                                                  | 20 | Kevin Magnussen  | Haas-Ferrari          | 37     | Col·lisió      | 20      |       |
| Ret                                                                  | 16 | Charles Leclerc  | Ferrari               | 17     | Col·lisió      | 1       |       |
| Ret                                                                  | 22 | Yuki Tsunoda     | AlphaTauri-RBPT       | 17     | Fons Pla       | 8       |       |
| Volta ràpida: — Carlos Sainz Jr. (Ferrari) – 1:35.781 (en el lap 51) |    |                  |                       |        |                |         |       |
| Font:                                                                |    |                  |                       |        |                |         |       |

Notes
- ^1  – Inclòs punt extra per volta ràpida.

## Classificació després de la cursa
| Pos. | Pilot            | Punts | Canvis  |
| ---- | ---------------- | ----- | ------- |
| 1    | Max Verstappen   | 233   | =       |
| 2    | Charles Leclerc  | 170   | Augment |
| 3    | Sergio Pérez     | 163   | =       |
| 4    | Carlos Sainz Jr. | 144   | =       |
| 5    | George Russell   | 143   | =       |

| Pos. | Constructor      | Punts | Canvis |
| ---- | ---------------- | ----- | ------ |
| 1    | Red Bull-RBPT    | 396   | =      |
| 2    | Ferrari          | 314   | =      |
| 3    | Mercedes         | 270   | =      |
| 4    | Alpine-Renault   | 93    | 1      |
| 5    | McLaren-Mercedes | 89    | 1      |